# Quirguistão nos Jogos Paralímpicos de Verão de 2012
O Quirguistão participou dos Jogos Paralímpicos de Verão de 2012, realizados na cidade de Londres, no Reino Unido.

## Desempenho

### Levantamento de peso
Masculino
| Atletas     | Evento | Resultado | Posição |
| ----------- | ------ | --------- | ------- |
| Esen Kaliev | -52 kg | 141,0     | 10º     |